# Matra Murena

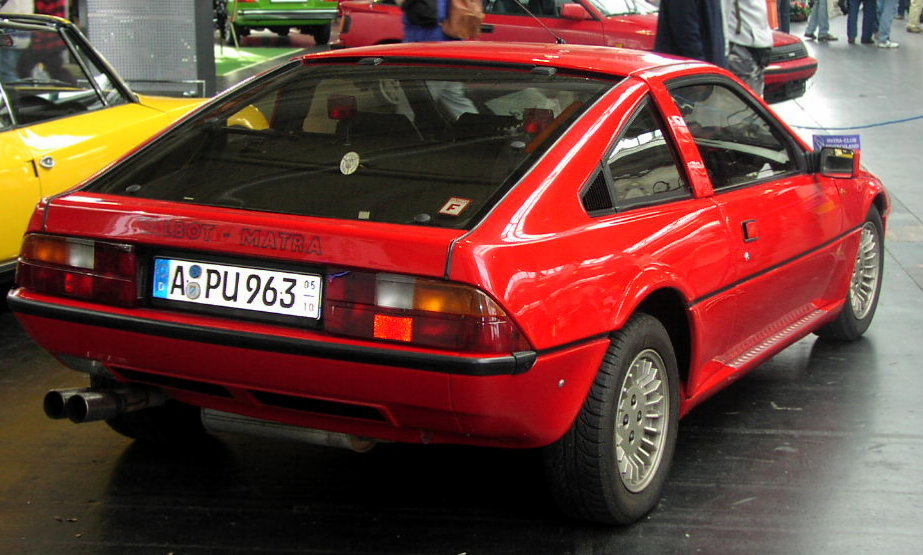
Talbot-Matra Murena

Matra Murena – sportowy samochód osobowy produkowany przez francuską firmę Matra w latach 1980-1983. Dostępny jako 2-drzwiowe coupé. Następca modelu Bagheera. Do napędu używano silników R4 o pojemności 1,6 lub 2,2 litra. Moc przenoszona była na oś tylną poprzez 5-biegową manualną skrzynię biegów. Powstało 5640 egzemplarzy z silnikiem 1.6, 4560 z silnikiem 2.2 oraz 480 w edycji 2.2 S.

## Dane techniczne (1.6)

### Silnik
- R4 1,6 l (1592 cm³), 2 zawory na cylinder, OHV
- Układ zasilania: gaźnik
- Średnica × skok tłoka: 80,60 mm × 78,00 mm
- Stopień sprężania: 9,35:1
- Moc maksymalna: 93 KM (68,6 kW) przy 5600 obr./min
- Maksymalny moment obrotowy: 132 N•m przy 3400 obr./min

### Osiągi
- Przyspieszenie 0-100 km/h: 11,8 s
- Prędkość maksymalna: 182 km/h

## Dane techniczne (2.2)

### Silnik
- R4 2,2 l (2155 cm³), 2 zawory na cylinder, SOHC
- Układ zasilania: gaźnik
- Średnica × skok tłoka: 91,70 mm × 81,58 mm
- Stopień sprężania: 9,45:1
- Moc maksymalna: 120 KM (88 kW) przy 5800 obr./min
- Maksymalny moment obrotowy: 188 N•m przy 3200 obr./min

### Osiągi
- Przyspieszenie 0-100 km/h: 9,3 s
- Prędkość maksymalna: 200 km/h

## Dane techniczne (2.2 S)

### Silnik
- R4 2,2 l (2155 cm³), 2 zawory na cylinder, SOHC
- Układ zasilania: gaźnik
- Średnica × skok tłoka: 91,70 mm × 81,58 mm
- Stopień sprężania: 9,4:1
- Moc maksymalna: 144 KM (105,9 kW) przy 6000 obr./min
- Maksymalny moment obrotowy: 187 N•m przy 3800 obr./min

### Osiągi
- Przyspieszenie 0-100 km/h: 8,4 s
- Prędkość maksymalna: 209 km/h